# Daniel Vouga
Daniel Philippe-Albert Vouga, né le 13 octobre 1910 à Neuchâtel et mort le 30 octobre 1983 à Neuchâtel, est un conservateur de musée, professeur d'histoire de l'art et critique littéraire. 

## Biographie
Daniel Vouga est le fils de Paul Vouga (1880-1940), archéologue, et de Marie Vouga née Billeter. En 1939, il épouse Lucienne Neeser, fille du pasteur et théologien neuchâtelois Maurice Neeser. Daniel Vouga étudie les lettres à l'Université de Neuchâtel et Paris-Sorbonne avant d'obtenir une licence ès-lettres classiques. Contemporain de Jean Liniger, il enseigne à ses côtés à l'Ecole supérieure de commerce. En 1943, après de nombreuses années de travaux, Daniel Vouga présente sa thèse de doctorat ès lettres intitulée: "Préhistoire du pays de Neuchâtel, des origines aux Francs". Dirigée par Georges Méautis et Théodore Delachaux et défendue à l'Université de Neuchâtel, la thèse de Vouga est publiée par la Société neuchâteloise des sciences naturelles,. Daniel Vouga y étudie notamment la villa romaine de Colombier, fouillée plus d'un siècle plus tôt par Frédéric Dubois de Montperreux. Véritable somme en matière d'archéologie locale, l'ouvrage fera date. 
À partir de 1951 et jusqu'à sa retraite, en 1973, Daniel Vouga occupe la fonction de conservateur du Musée des Beaux-Arts de Neuchâtel (futur Musée d'art et d'histoire de Neuchâtel). Il enseigne également la littérature française au Gymnase cantonal ainsi l'histoire de l'art à l'Académie Maximilien de Meuron. Parallèlement, il donne un grand nombre de conférences publiques. 

## Publications
- Daniel Vouga, Préhistoire du Pays de Neuchâtel des origines aux Francs, Neuchâtel, P. Attinger, 1943, 253 p.
- Daniel Vouga, Esthétique à Valérie, Neuchâtel; Paris, Ides et Calendes, 1946, 197 p.
- Daniel Vouga, Baudelaire et Joseph de Maistre : [essai], Paris, Librairie J. Corti, 1957, 219 p.
- Daniel Vouga, Nerval et ses "Chimères", Paris, J. Corti, 1981, 131 p.

## Membre de
- Société de Zofingue[9]